# Pièces en euro de Chypre
Les pièces en euro de Chypre sont les pièces de monnaie en euro émises par Chypre. Dans la pratique, elles sont frappées par la Monnaie finlandaise ou la Monnaie grecque. L'euro a remplacé l'ancienne monnaie nationale, la livre chypriote, le 29 avril 2005 (entrée dans le MCE II) au taux de conversion de 1 euro = 0,585274 livre. Les pièces en euro chypriotes ont cours légal dans la zone euro depuis le 1er janvier 2008.

## Pièces destinées à la circulation

### Face commune et spécifications techniques
Comme toutes les pièces en euro destinées à la circulation, les pièces chypriotes répondent aux spécifications techniques communes et présentent un revers commun utilisé par tous pays de la zone euro. Celui-ci indique la valeur de la pièce. Chypre a toujours utilisé la deuxième version du revers.

### Faces nationales des pièces courantes
Les huit pièces chypriotes, créées par Tatiana Soteropoulos et Erik Maell, ont été dévoilées le 11 octobre 2006 à la suite d'un concours lancé le 14 octobre 2005 et imposant trois sujets qui se retrouvent donc sur l'avers :
- Pièces de 1, 2 et 5 cents/centimes : Un couple de mouflons, symbolisant la nature, en dessous du nom du pays émetteur en grec et en turc KYΠPOΣ KIBRIS, formant un arc de cercle. Entre les 2 mots se trouve le millésime. Le tout est entouré des 12 étoiles du drapeau européen.
- Pièces de 10, 20 et 50 cents/centimes : Le bateau de Kyrénia datant du IVe siècle av. J.-C., symbolisant la mer, en dessous du nom du pays émetteur en grec et en turc KYΠPOΣ KIBRIS, formant un arc de cercle. Entre les 2 mots se trouve le millésime. Le tout est entouré des 12 étoiles du drapeau européen.
- Pièces de 1 et 2 euros : L'Idole de Pomos, sculpture en forme de croix datant de la préhistoire et trouvée près du village de Pomos, symbolisant le patrimoine culturel, entouré de chaque côté de la mention du nom du pays émetteur en grec KYΠPOΣ et en turc KIBRIS. En bas, à droite, le millésime. Le tout est entouré des 12 étoiles du drapeau européen sur l'anneau externe.

| 1 centime             | 2 centimes  | 5 centimes                       |
| --------------------- | ----------- | -------------------------------- |
|                       |             |                                  |
| Le mouflon.           |             |                                  |
| 10 centimes           | 20 centimes | 50 centimes                      |
|                       |             |                                  |
| Le bateau de Kyrénia. |             |                                  |
| 1 euro                | 2 euros     | Gravure sur la tranche (2 euros) |
|                       |             |                                  |
| L'Idole de Pomos.     |             |                                  |

### Pièces commémoratives de 2 euros
Chypre a émis sa première pièce commémorative de 2 € en 2009, à l'occasion du 10e anniversaire de l'euro, et émettra sa première pièce de 2 euros commémorative de sa propre initiative, en 2017.
| 2009                                                | |                     |
| 10e anniversaire de l'Union économique et monétaire | |                     |
|                                                     | Tous les pays de la zone euro ont émis le 1er janvier une pièce commémorative de 2 € pour célébrer le 10e anniversaire de l'Union économique et monétaire. Le centre de la pièce illustre une silhouette humaine stylisée dont le bras gauche est prolongé par le symbole de l'euro. Le nom du pays émetteur en grec et en turc KYΠPOΣ KIBRIS apparaît dans la partie supérieure, tandis que l'indication 1999-2009 et l'acronyme ΟΝE (pour Οικονομική και Νομισματική Ένωση, Union économique et monétaire ou UEM) apparaissent dans la partie inférieure. L'anneau externe de la pièce représente les douze étoiles du drapeau européen. |                     |
| Graveur : Geórgios Stamatópoulos                    | \| Gravure sur la tranche : \| Date : \| Tirage : \| \| \| 1er janvier 2009 \| 1 million de pièces \| |                     |
| Gravure sur la tranche :                            | Date : | Tirage :            |
|                                                     | 1er janvier 2009 | 1 million de pièces |

| 2012                                                                         | |                     |
| 10e anniversaire de la mise en circulation des billets et des pièces en euro | |                     |
|                                                                              | Le dessin au centre de la pièce symbolise la place acquise en dix ans par l'euro, qui est désormais un acteur mondial à part entière, et son importance dans la vie quotidienne, différents aspects étant décrits : les citoyens (représentés par une famille de quatre personnes), le commerce (le bateau), l'industrie (l'usine) et l'énergie (les éoliennes). Le nom du pays émetteur en grec et en turc KYΠPOΣ KIBRIS est apposé en haut de la pièce. L'anneau externe de la pièce comporte les douze étoiles du drapeau européen. |                     |
| Graveur : Helmut Andexlinger                                                 | \| Gravure sur la tranche : \| Date : \| Tirage : \| \| \| 13 février 2012 \| 1 million de pièces \| |                     |
| Gravure sur la tranche :                                                     | Date : | Tirage :            |
|                                                                              | 13 février 2012 | 1 million de pièces |

| 2015                                 | |                |
| 30e anniversaire du drapeau européen | |                |
|                                      | Le drapeau européen dessiné grossièrement, entouré par douze bonshommes stylisés. En haut à droite, le nom du pays émetteur ΚΥΠΡΟΣ KIBRIS suivi des années 1985-2015. L'anneau externe de la pièce comporte les douze étoiles du drapeau européen. |                |
| Graveur : Geórgios Stamatópoulos     | \| Gravure sur la tranche : \| Date : \| Tirage : \| \| \| 4e trimestre 2015 \| 350 000 pièces \| |                |
| Gravure sur la tranche :             | Date : | Tirage :       |
|                                      | 4e trimestre 2015 | 350 000 pièces |

| 2017                                            | |                |
| Paphos, capitale européenne de la culture 2017, | |                |
|                                                 | Cette pièce est la première pièce commémorative de 2 euros émise par Chypre en dehors des émissions communes. Vue aérienne de l'odéon antique du Parc archéologique de Paphos. En haut, la légende en grec ΠΑΦΟΣ 2017-ΠΟΛΙΤΙΣΤΙΚΗ ΠΡΩΤΕΥΟΥΣΑ ΤΗΣ ΕΥΡΩΠΗΣ (Paphos 2017 - Capitale européenne de la culture). En bas, la mention du pays émetteur en grec et en turc ΚΥΠΡΟΣ KIBRIS. L'anneau externe de la pièce comporte les douze étoiles du drapeau européen. |                |
| Graveur : Geórgios Stamatópoulos                | \| Gravure sur la tranche : \| Date : \| Tirage : \| \| \| 4e trimestre 2017 \| 430 000 pièces \| |                |
| Gravure sur la tranche :                        | Date : | Tirage :       |
|                                                 | 4e trimestre 2017 | 430 000 pièces |

| 2020                                                                                                 | |
| 30e anniversaire de l'Institut chypriote de neurologie et de génétique (en), fondé à Nicosie en 1990 | |
| | Représentation stylisée d'un neurone avec ses ramifications. Le dessin est entouré de la légende ΙΝΣΤΙΤΟΥΤΟ ΝΕΥΡΟΛΟΓΙΑΣ & ΓΕΝΕΤΙΚΗΣ ΚΥΠΡΟΥ 1990-2020 (Institut chypriote de neurologie et de génétique 1990-2020). En bas la mention bilingue du pays émetteur ΚΥΠΡΟΣ - KIBRIS. L'anneau externe de la pièce comporte les douze étoiles du drapeau européen. |
| Graveur :                                                                                            | \| Gravure sur la tranche : \| \| \| |
| Gravure sur la tranche :                                                                             | |
| | |

| 2022                                                | |
| 35e anniversaire du programme Erasmus, créé en 1987 | |
|                                                     | Tous les pays de l'Union européenne utilisant l'euro émettent une pièce de 2 euros commémorative pour le 35e anniversaire du programme Erasmus. Le philosophe, humaniste et théologien néerlandais Érasme écrivant, d'après le tableau Desiderius Erasmus de Hans Holbein le Jeune, entouré d'une série de lien formant des étoiles et le nombre 35. Sur son flanc, les années 1987-2022, les mots ERASMUS PROGRAMME et la mention du pays émetteur ΚΥΠΡΟΣ KIBRIS. L'anneau externe de la pièce comporte les douze étoiles du drapeau européen. |
| Graveur : Joaquin Jimenez                           | \| Gravure sur la tranche : \| Tirage : \| \| \| 412 000 pièces \| |
| Gravure sur la tranche :                            | Tirage : |
|                                                     | 412 000 pièces |

| 2023                                                             | |
| 60e anniversaire de la création de la banque centrale de Chypre. | |
|                                                                  | Le dessin représente des outils posés sur une puce électronique, pour symboliser la stabilité de l’économie à l’ère industrielle et numérique moderne, assurée par la Banque centrale de Chypre, dont on célèbre les 60 ans d’existence. Dans la partie inférieure figurent le nom du pays d’émission «ΚYΠΡΟΣ KIBRIS» et les dates «1963-2023». Le bord intérieur de la face nationale de la pièce porte l’inscription «60 ΧΡOΝΙΑ ΑΠO ΤΗΝ IΔΡΥΣΗ ΤΗΣ ΚΕΝΤΡΙKHΣ ΤΡAΠΕΖΑΣ ΤΗΣ ΚYΠΡΟΥ». L’anneau extérieur de la pièce représente les douze étoiles du drapeau européen. |
| Graveur : Geórgios Stamatópoulos                                 | \| Gravure sur la tranche : \| Tirage : \| \| \| 400 000 pièces \| |
| Gravure sur la tranche :                                         | Tirage : |
|                                                                  | 400 000 pièces |

## Pièces de collection
Chypre émet également des pièces de collection qui ne peuvent être utilisées dans les autres pays.

## Frappe
Chypre ne frappe pas elle-même ses pièces et a fait appel jusque 2009 à la Monnaie finlandaise, puis, à partir de 2010, à la Banque de Grèce.